# P-03E
ドコモ スマートフォン ELUGA P P-03E（ドコモ スマートフォン エルーガ ピー ピーゼロサンイー）は、パナソニック モバイルコミュニケーションズによって開発された、NTTドコモの第3.9世代移動通信システム（Xi）と第3世代移動通信システム（FOMA）のデュアルモード端末である。ドコモ スマートフォン（第2期）のひとつ。

## 概要
P-02Eの後継機種で、国産のフルHDディスプレイ搭載スマートフォンでは最小クラスとなる4.7インチ液晶を搭載している。
キャッチコピーは「さらっとスマチェン!」。
UIはP-02Eから搭載された、ELUGA独自のワンハンドUIである「フィットホーム」と従来の携帯電話メニュー風のUI「ケータイモード」、ドコモオリジナルUIの「docomo Palette UI」の他、新たにドコモオリジナルUIで、従来の携帯電話から初めてスマートフォンに機種変更したユーザー向けUIの「docomo シンプル UI」が搭載されている。
カメラは新開発のCMOSセンサーであるSmartFSIと高演色LEDフラッシュ、Mobile VenusEngineを搭載し、デジタルカメラと同等のざらつき感低減・色再現性・高解像度を実現している。
また、P-02Eでは映像出力がWi-Fi経由のMiracastのみに対し、P-03EではMiracastの他にMHLにも対応した。
なお、フルセグ放送の受信には対応していない。
2013年9月26日にパナソニックが日本国内におけるスマートフォン事業の休止を発表したため、この機種がパナソニック製のドコモ向けスマートフォンとして事実上の最終機種となった。

## 搭載アプリ
Google標準アプリ
- Chrome
- Gmail
- Google+
- Google検索
- Google設定
- Playストア
- Playブックス
- Playミュージック
- Playムービー
- YouTube
- トーク(→ハングアウト)
- ナビ
- マップ
- メッセンジャー
- ローカル
- 音声検索

メーカー提供アプリ
- ELUGA Link
- Polaris Office
- Psmart
- おサイフケータイ
- カメラ
- パーソナルプロテクト
- パナソニック スマート
- ピクチャアルバム
- ブラウザ
- メール
- メッセージ
- ワンセグ
- 設定
- 電卓
- 取扱説明書
- 熱帯楽園

## 主な機能
| 主な対応サービス                                | 主な対応サービス                         | 主な対応サービス                     | 主な対応サービス                                       |
| ----------------------------------------------- | ---------------------------------------- | ------------------------------------ | ------------------------------------------------------ |
| タッチパネル/加速度センサー                     | Xi/FOMAハイスピード                      | Bluetooth                            | DCMX/おサイフケータイ/NFC/かざしてリンク/赤外線/トルカ |
| ワンセグ/フルセグ/モバキャス                    | メロディコール                           | テザリング                           | WiFi IEEE802.11a/b/g/n                                 |
| GPS                                             | spモード/電話帳バックアップ              | デコメール/デコメ絵文字/デコメアニメ | iチャネル                                              |
| エリアメール/ソフトウェアーアップデート自動更新 | デジタルオーディオプレーヤー(WMA)(MP3他) | GSM/3Gローミング(WORLD WING)         | フルブラウザ/Flash Player                              |
| Google Play/dメニュー/dマーケット               | Gmail/Google Talk/YouTube/Picasa         | バーコードリーダ/名刺リーダ          | ドコモ地図ナビ/Google Maps/ストリートビュー            |

## 歴史
- 2013年5月15日 - NTTドコモより発表。
- 2013年6月8日 - 事前予約開始。
- 2013年6月15日 - 発売開始[9]。

## アップデート・不具合など
2013年6月19日のアップデート
- 携帯電話(本体)の起動後、docomo シンプル UIの強制終了ポップアップが表示される場合がある不具合を修正する。
- ビルド番号が10.0971から10.0975になる。

2013年8月22日のアップデート
- 特定の環境下において、通話中に相手に雑音が聞こえる場合がある不具合を修正する。
- ビルド番号が10.0971、10.0975から10.0992になる。

2014年1月21日のアップデート
- ホーム画面をケータイモードに設定中、ドコモメールアイコンをタップしてもドコモメールが起動しない場合がある不具合を修正する。
- ビルド番号が10.0971、10.0975、10.0992から10.1010になる。